# سوق العطارين (تونس)

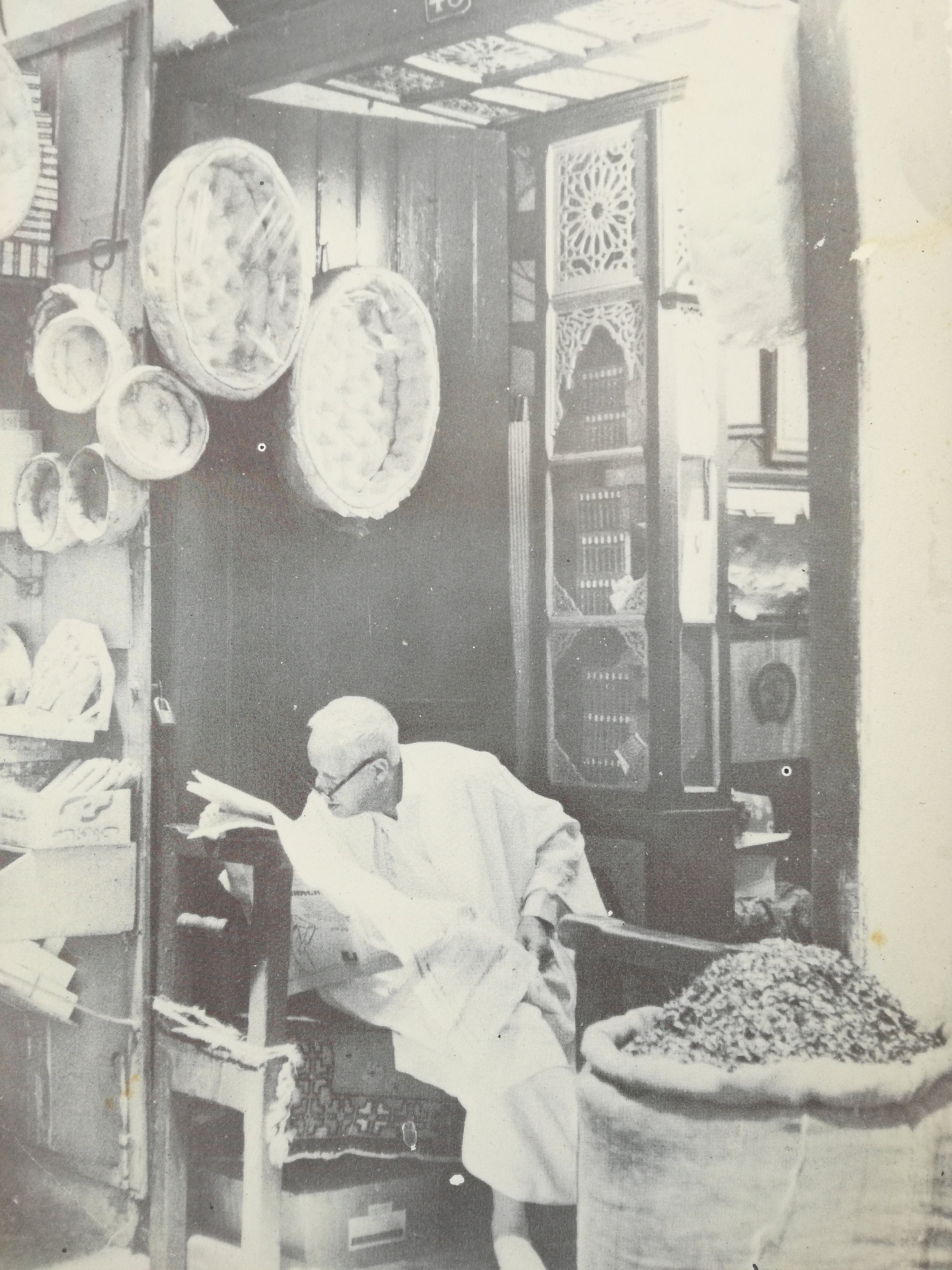
سوق العطارين في التسعينات

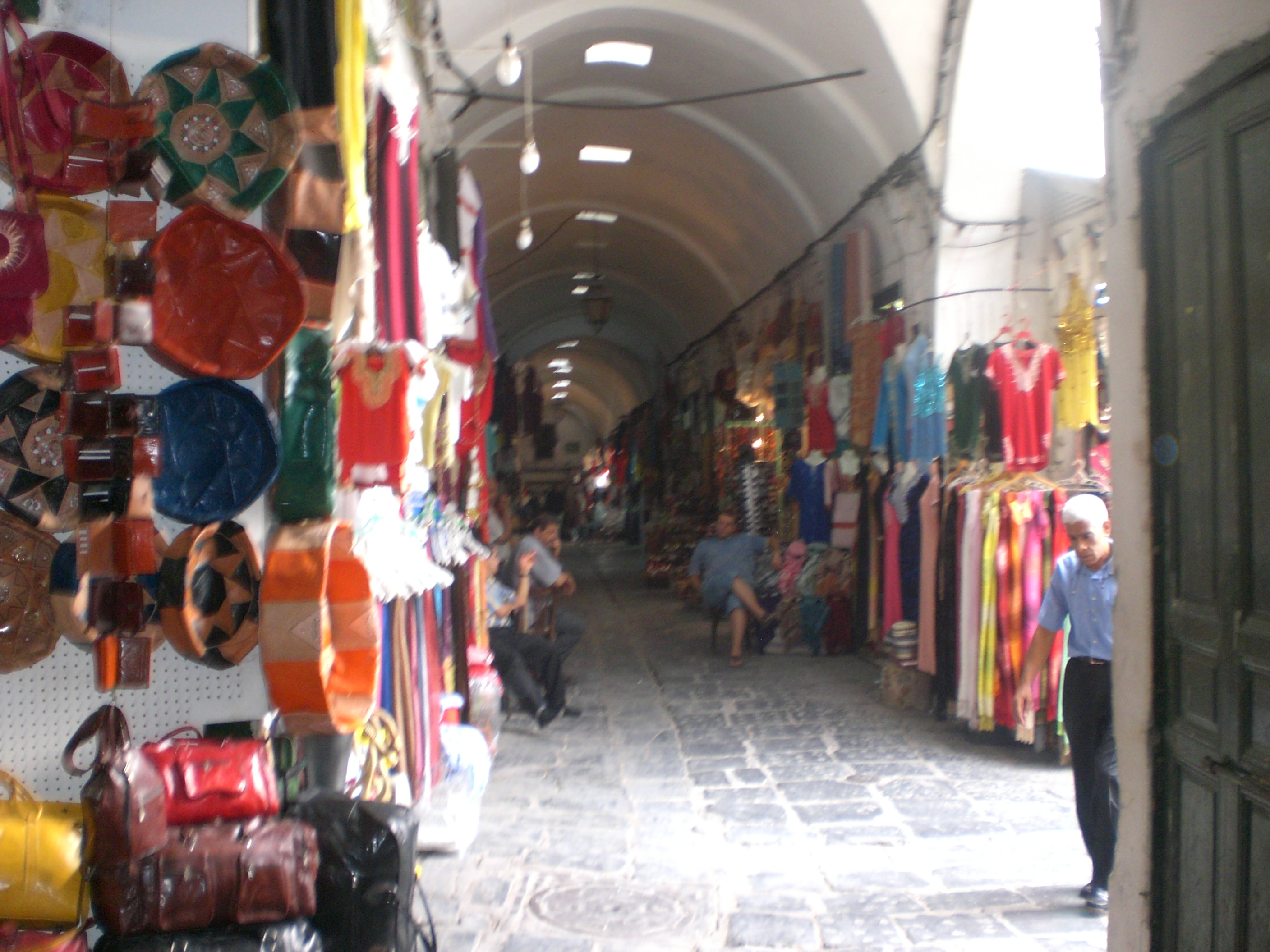
سوق العطارين

سوق العطارين هي أحد الأسواق العتيقة بمدينة تونس تمّ بناؤها في القرن الثّالث عشر ميلادي على يد أبو زكرياء الأول.

## الموقع
تقع السوق في قلب المدينة العتيقة بتونس، و هي محاذية لعدّة معالم تاريخيّة مثل جامع الزيتونة والمدرسة الخلدونية و يوجد فيها المقر القديم للمكتبة الوطنية. للوصول إلى سوق العطّارين يمكن المرور عبر سوق البلاغجية وسوق الغرابلية ونهج سيدي بن عروس ، شمالا ، وعبر سوق الترك من الناحية الغربية ، وعبر سوق الفكة جنوبا.

## السلع المبيعة
تختص هذه السوق كما يدل على ذلك اسمها في بيع العطورات بمختلف أنواعها، من عطور لياسمين والورد ، و العنبر والحناء و بعض المصنوعات الأخرى المتصلة بتجهيز العرائس مثل البخور ( مسك، جاوي، داد، وشق) و مواد التّجميل والقفّة التي تُحمل فيها هدايا العرس التّونسي  ، كانت موجهة للعائلات الميسورة وكانت لهم بمثابة الممر الإجباري نظرا لجودة العطورات لذلك كانت تعتبر من أنبل الأسواق .

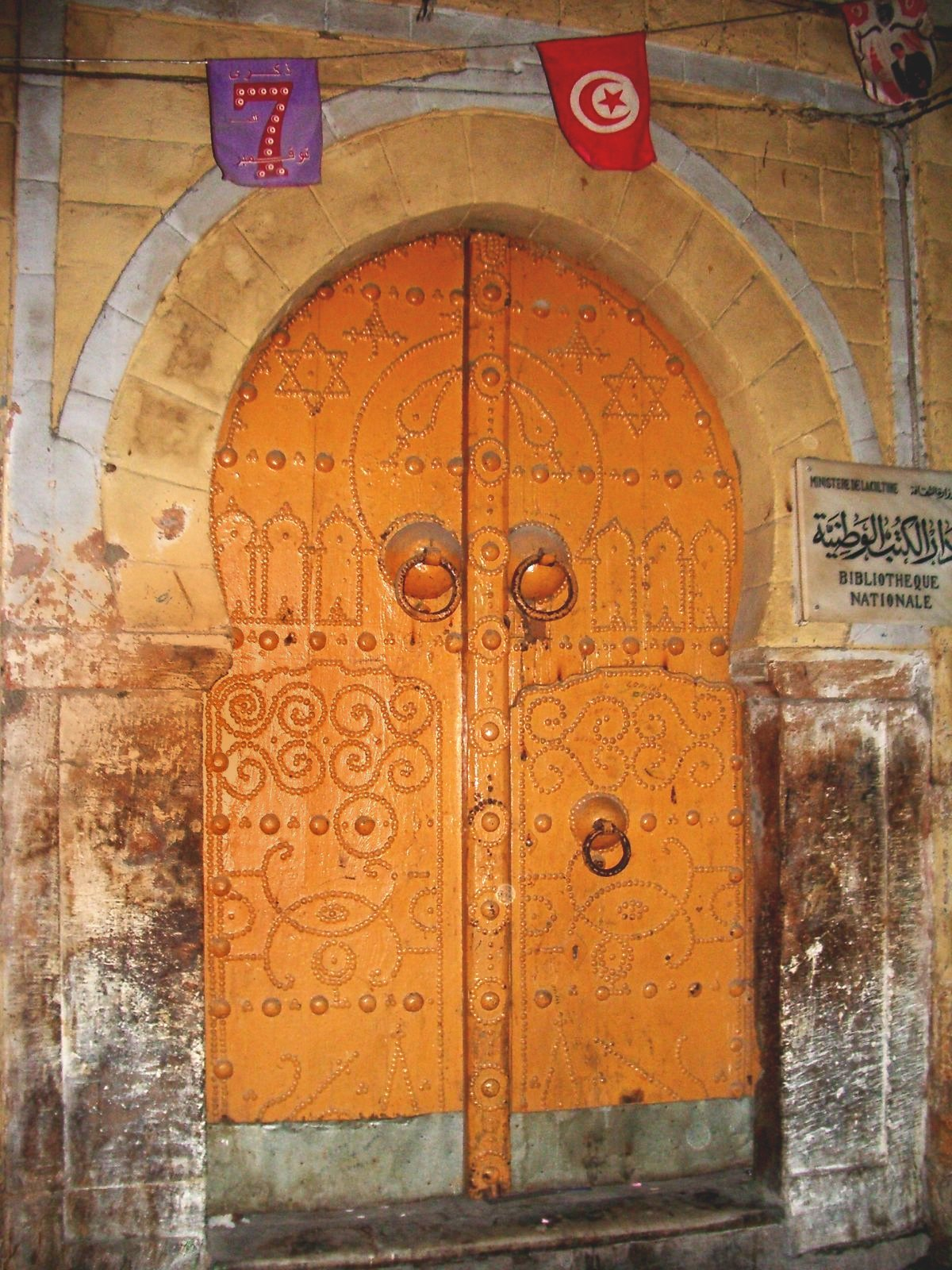
المقر القديم للمكتبة الوطنية بسوق العطارين

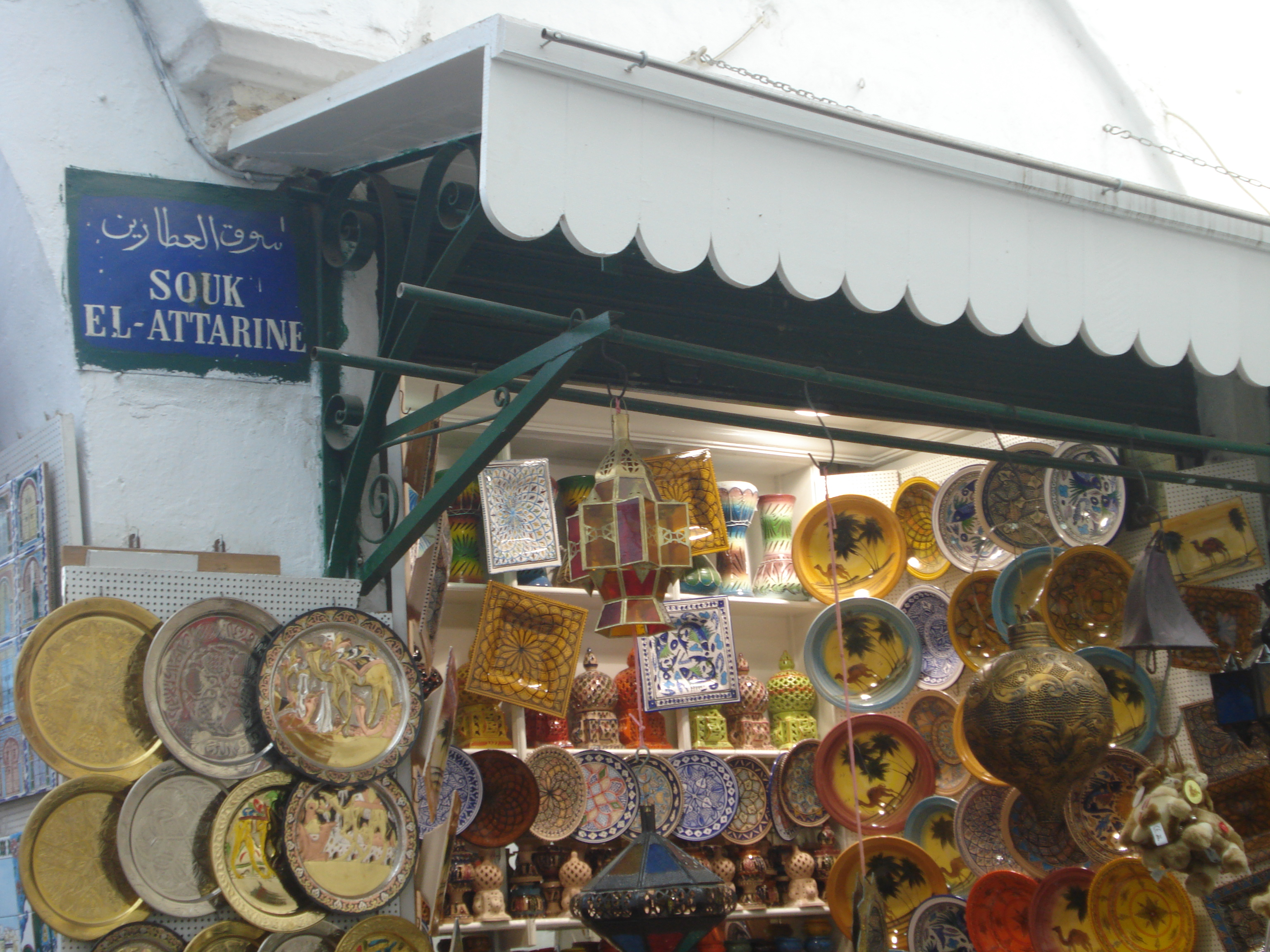
سوق العطّارين
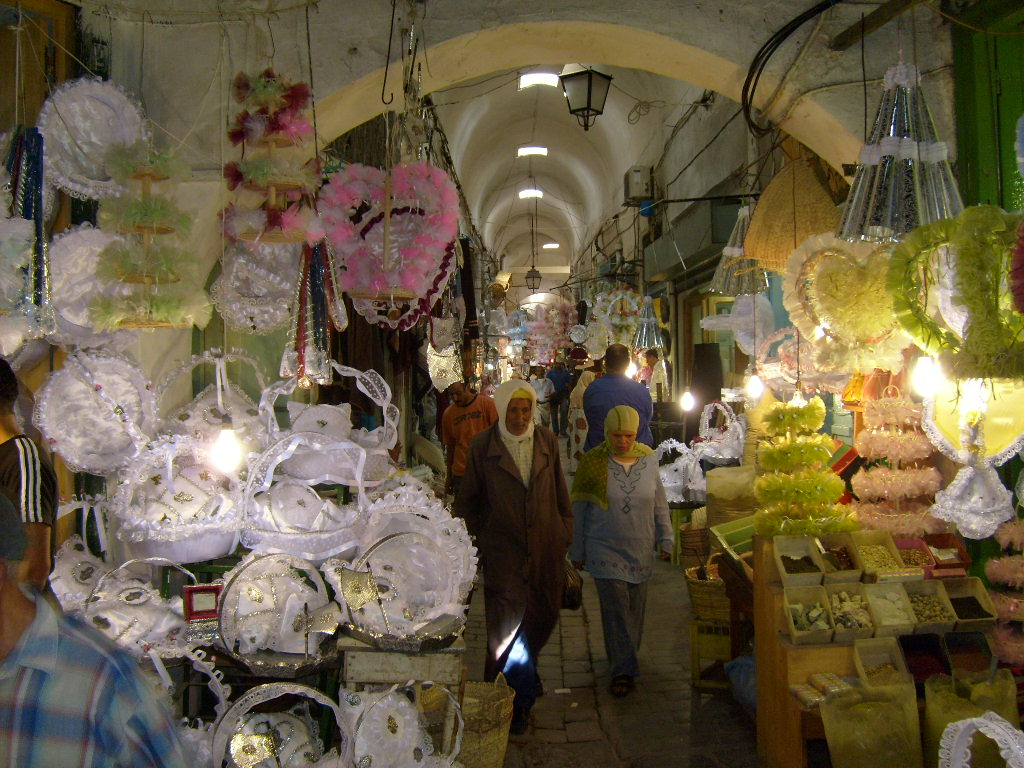
لوازم الأعراس بسوق العطّارين
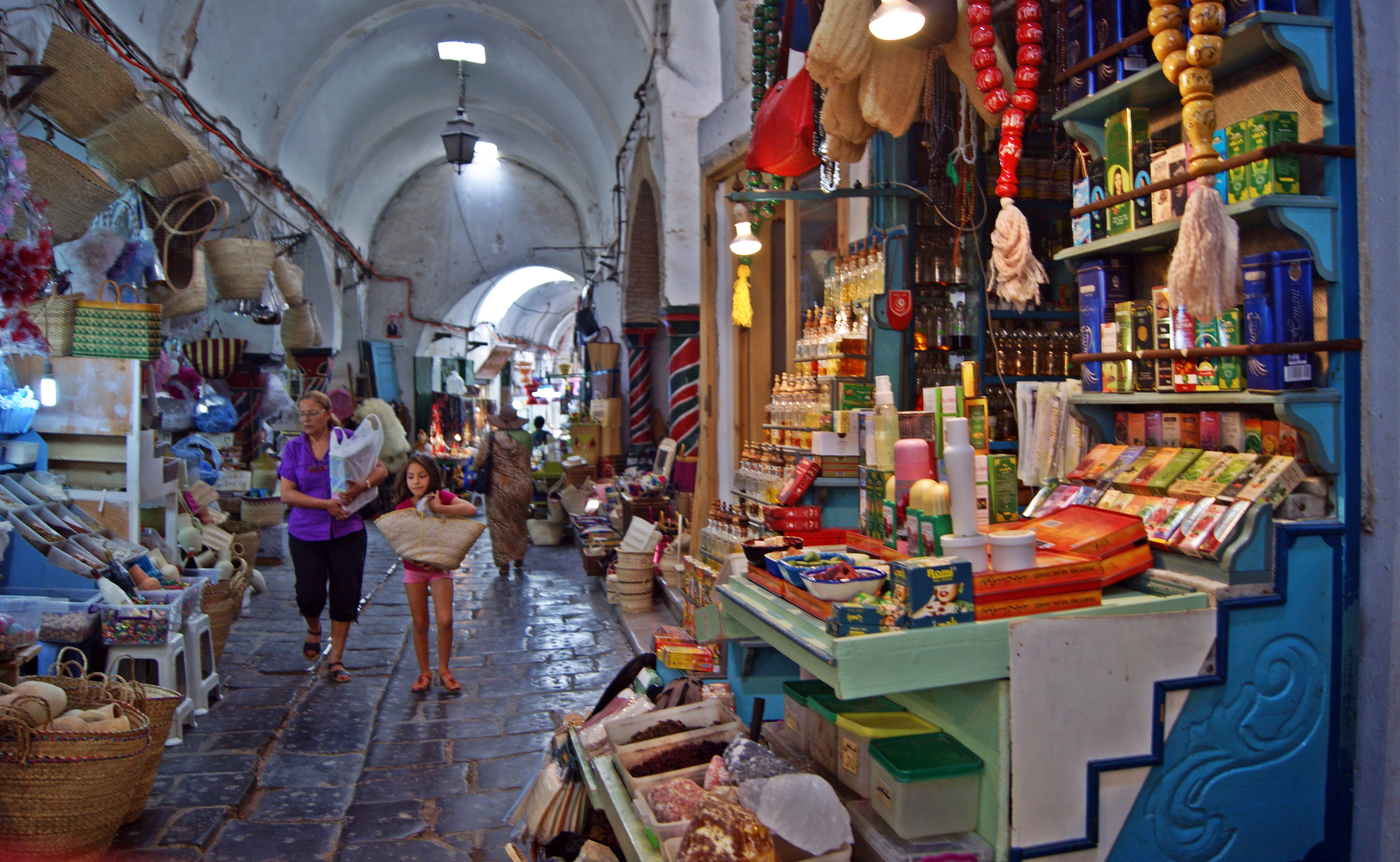
البخور و العطور بسوق العطّارين
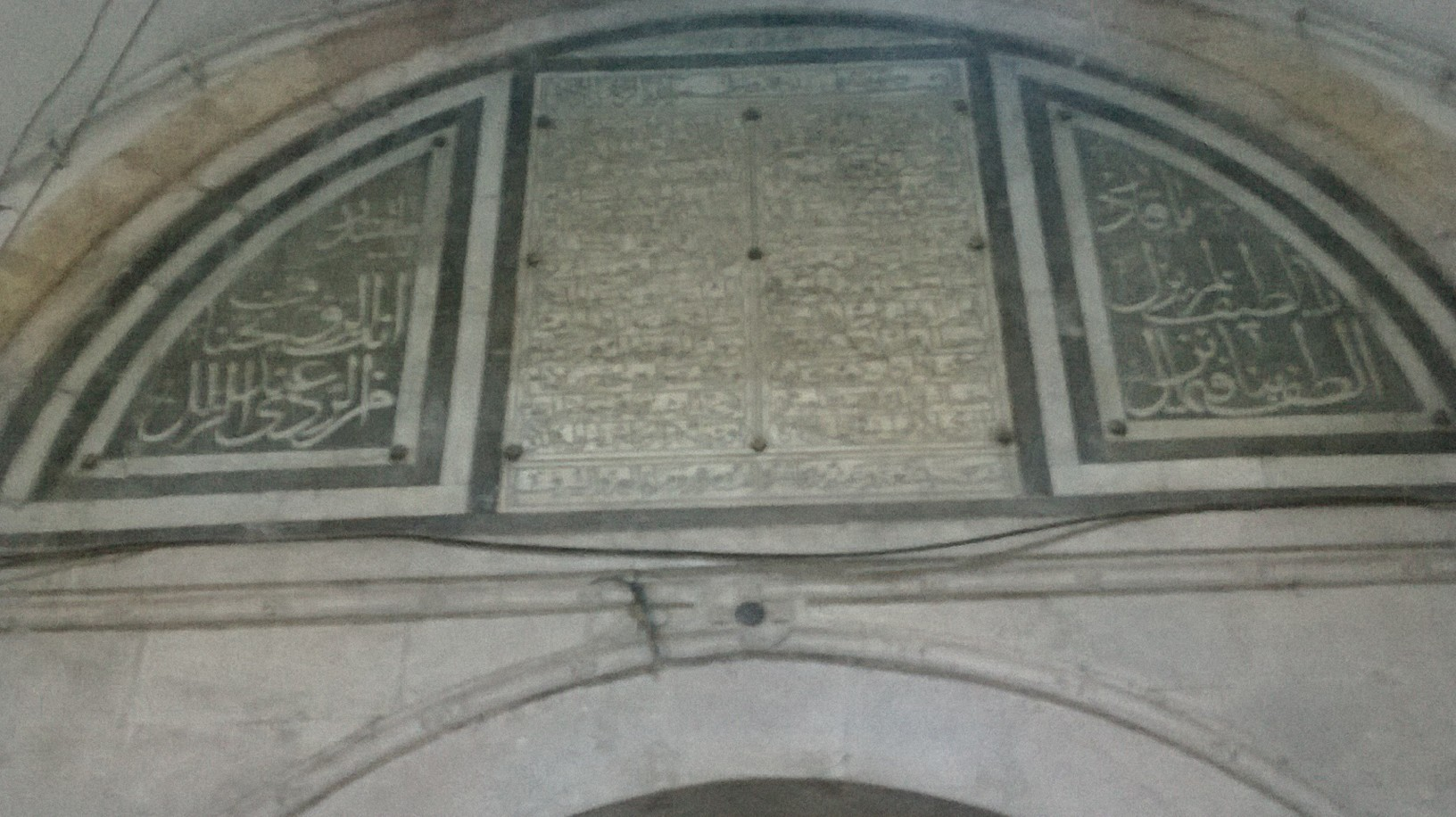
المقر القديم للمكتبة الوطنية بسوق العطارين

## وصلات خارجية

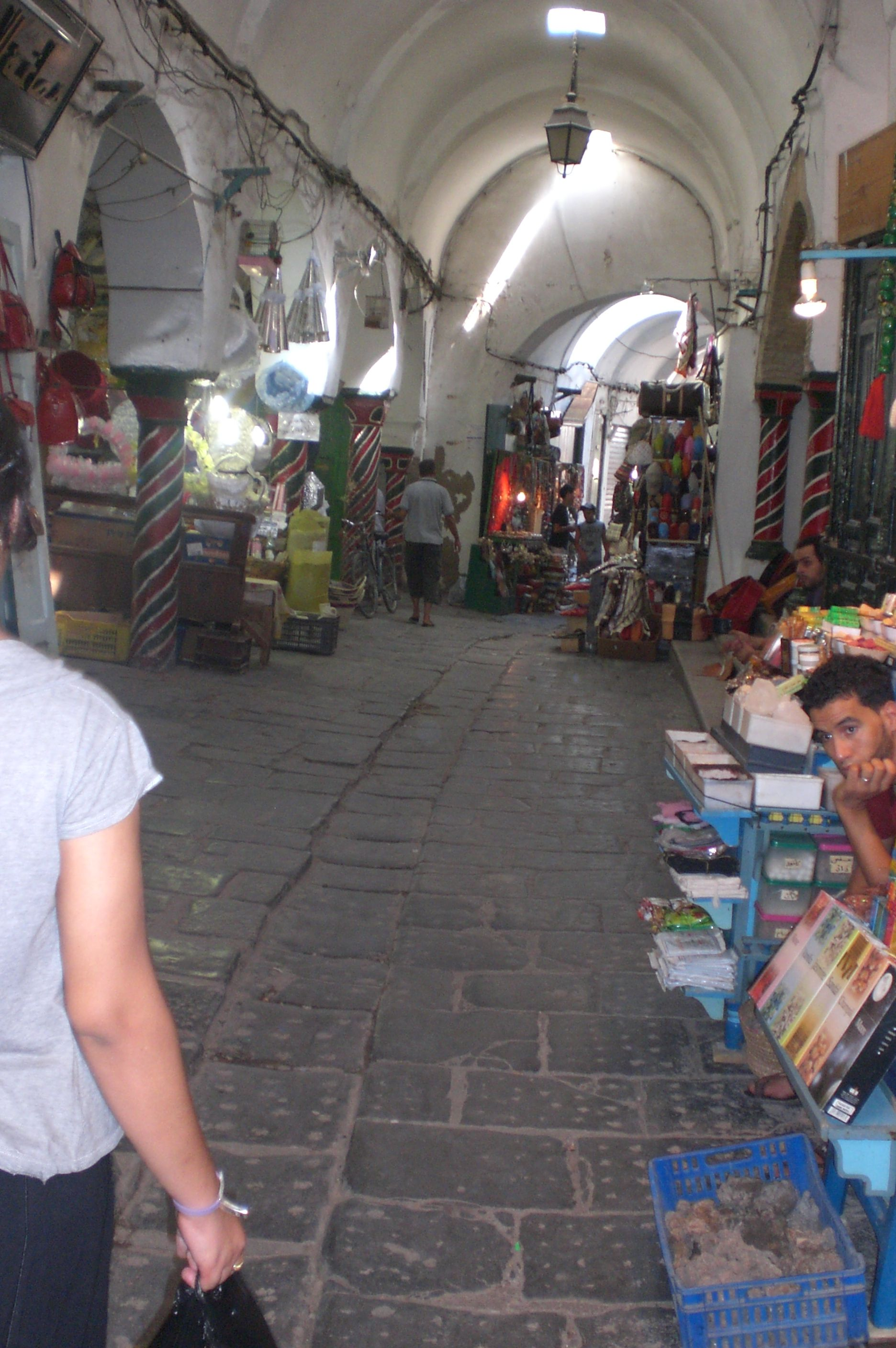
سوق العطارين

- زيارة افتراضية ل سوق العطارين